# Left Democratic Front
Left Democratic Front (LDF) är en av de två politiska allianser som dominerar Keralas politiska liv. Sedan 2001 sitter LDF i opposition i Keralas delstatsförsamling.
Medlemmar i LDF är 
- Communist Party of India (Marxist) (23)
- Communist Party of India (7)
- Janata Dal (Secular) (3)
- Revolutionary Socialist Party (2)
- Kerala Congress (2)
- Nationalist Congress Party (2)

(inom parentes visas antal mandat i Keralas delstatsförsamling från valet 2001, av totalt 140 mandat)
Islamistiska Indian National League står LDF nära, men är inte formellt medlemmar.
LDF är dessutom namnet på en allians i Maharashtra, vars kärna består av Communist Party of India (Marxist), Communist Party of India och Peasants and Workers Party of India.